# Michela Cescon
Michela Cescon, née le 13 avril 1971 à Trévise dans la région de la Vénétie en Italie, est une actrice italienne jouant pour le théâtre, le cinéma et la télévision révélée grâce à son rôle dans le film Primo amore de Matteo Garrone sorti en 2004.

## Biographie
Elle naît à Trévise en 1971. Elle suit des cours d’art dramatique et débute par le théâtre. 
Après une décennie passé à jouer dans ce domaine, elle obtient en 2004 l’un des premiers rôles du film Primo amore de Matteo Garrone. Elle apparaît alors dans plusieurs films italiens dont le drame Une fois que tu es né (Quando sei nato non puoi più nasconderti) de Marco Tullio Giordana, le film biographique Vincere de Marco Bellocchio (dans lequel elle incarne Rachele Guidi, la compagne et l'épouse officielle de Benito Mussolini) et le drame historique Piazza Fontana (Romanzo di una strage) de Marco Tullio Giordana pour lequel elle obtient le David di Donatello et le Ruban d'argent de la meilleure actrice dans un second rôle en 2012.
En 2016, elle joue dans la comédie Piuma de Roan Johnson. En 2017, elle prend part à la série télévisée policière Maltese - Il romanzo del Commissario de Gianluca Maria Tavarelli (it) et tourne aux côtés de Toni Servillo et Jean Reno dans le thriller La Fille dans le brouillard (La ragazza nella nebbia), le premier film de l'écrivain Donato Carrisi.

## Filmographie

### Actrice au cinéma
- 1994 : Il teppista de Veronica Perugini
- 2004 : Primo amore de Matteo Garrone
- 2005 : Cuore sacro de Ferzan Ozpetek
- 2005 : Une fois que tu es né (Quando sei nato non puoi più nasconderti) de Marco Tullio Giordana
- 2006 : Musikanten de Franco Battiato
- 2006 : Non prendere impegni stasera de Gianluca Maria Tavarelli (it)
- 2006 : L'aria salata d’Alessandro Angelini
- 2007 : Tutte le donne della mia vita de Simona Izzo
- 2008 : TV d’Andrea Zaccariello (court-métrage)
- 2009 : Vincere de Marco Bellocchio
- 2009 : Il compleanno de Marco Filiberti
- 2011 : Quando la notte de Cristina Comencini
- 2012 : Piazza Fontana (Romanzo di una strage) de Marco Tullio Giordana
- 2012 : È nata una star? de Lucio Pellegrini
- 2012 : Tulpa de Federico Zampaglione
- 2013 : Viva la libertà de Roberto Andò
- 2016 : Piuma de Roan Johnson
- 2017 : La Fille dans le brouillard (La ragazza nella nebbia) de Donato Carrisi

### Actrice à la télévision
- 2009 : Nel nome del male d’Alex Infascelli
- 2010 : C'era una volta la città dei matti... de Marco Turco
- 2013 : Braccialetti rossi de Giacomo Campiotti
- 2017 : Maltese - Il romanzo del Commissario de Gianluca Maria Tavarelli (it)

### Réalisatrice
- 2010 : Come un soffio, court-métrage
- 2021 : Occhi blu, long-métrage avec Valeria Golino, Jean-Hugues Anglade

## Distinctions
- Premio Eleonora Duse de la révélation de l'année en 2001.
- Globe d'or de la meilleure actrice - révélation en 2004 pour Primo amore.
- Nomination au David di Donatello de la meilleure actrice dans un second rôle en 2004 pour Primo amore.
- Nomination au Ruban d'argent de la meilleure actrice dans un second rôle en 2005 pour Primo amore.
- Nomination au Globe d'or de la meilleure actrice en 2005 pour Une fois que tu es né (Quando sei nato non puoi più nasconderti).
- Nomination au David di Donatello de la meilleure actrice dans un second rôle en 2007 pour L'aria salata.
- Nomination au Ruban d'argent de la meilleure actrice dans un second rôle en 2007 pour L'aria salata.
- David di Donatello de la meilleure actrice dans un second rôle en 2012 pour Piazza Fontana (Romanzo di una strage).
- Ruban d'argent de la meilleure actrice dans un second rôle en 2012 pour Piazza Fontana (Romanzo di una strage).
- Nomination au Ciak d'oro de la meilleure actrice dans un second rôle en 2012 pour Piazza Fontana (Romanzo di una strage).
- Nomination au David di Donatello de la meilleure actrice dans un second rôle en 2017 pour Piuma.
- Nomination au Ciak d'oro de la meilleure actrice dans un second rôle en 2017 pour Piuma.